# DW-TV

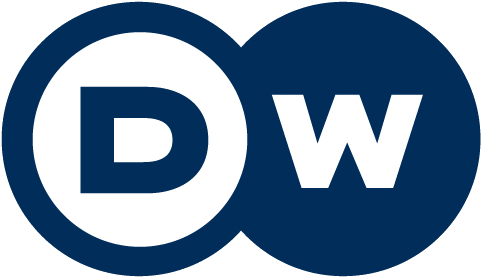
Logo DW-TV

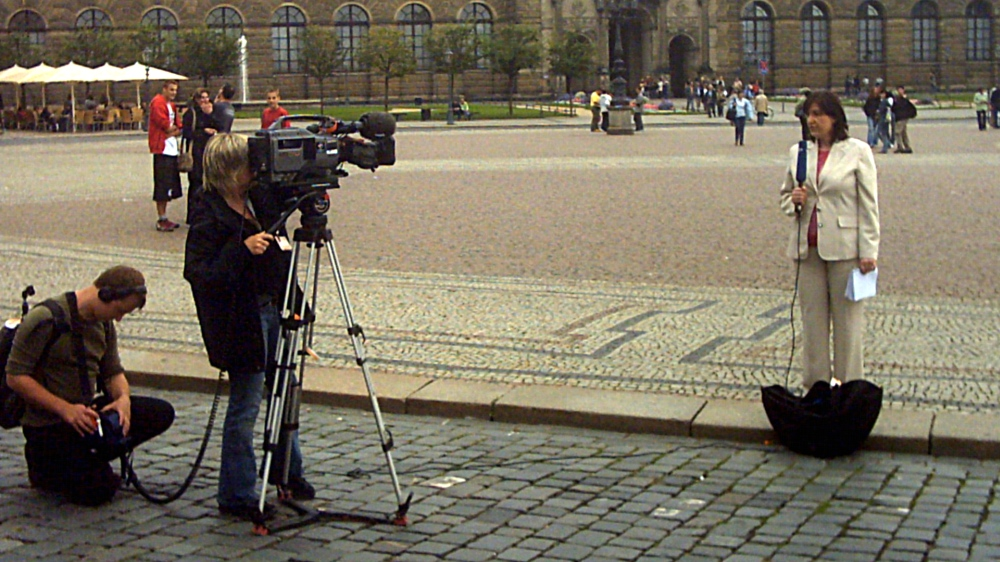
Reporterka DW-TV w Dreźnie

DW-TV – oficjalny zagraniczny kanał telewizyjny niemieckiej stacji nadawczej DW. Programy emitowane są przesyłane za pomocą satelity. Kanał ten ruszył oficjalnie 1 kwietnia 1992 roku. Jego celem jest przesyłanie jak największej ilości informacji o Republice Federalnej Niemiec poza niemieckie granice. 
Największą część stanowią programy informacyjne, dokumentalne i magazyny, emitowane w ciągu każdej godziny na przemian w języku niemieckim i angielskim. Dwie godziny dziennie przeznaczone są na emisję programów po hiszpańsku, a trzy (poprzez satelitę Nilesat) na programy po arabsku. DW-TV może być dostępne dzięki satelitom: Hot Bird 6, Intelsat707, GE-1, NSS-K, PAS 5, ASIASAT2, a także w wersji cyfrowej dzięki satelicie ASTRA.